# Clement al Ohridei
Sfântul Clement din Ohrida sau Clement al Ohridei (în bulgară și macedoneană: Свети Климент Охридски, Sveti Kliment Okridski; în greacă Άγιος Κλήμης της Αχρίδας; în slovacă svätý Kliment Ochridský; c. 840  - 916) a fost unul dintre primii sfinți medievali bulgari, savant, scriitor și iluminator al slavilor. Clement a fost unul dintre cei mai proeminenți discipolii ai Sfinților Chiril și Metodiu și este adesea asociat cu crearea alfabetului glagolitic și chirilic, în special popularizarea lor în rândul slavilor creștinați. El a fost fondatorul Școlii de litere de la Ohrida și este considerat un patron al educației și al limbii de către unii oameni slavi. Este considerat primul episcop al Bisericii Ortodoxe Bulgare, unul dintre cei șapte apostoli ai Primului Țarat Bulgar și unul dintre principalii sfinți ai Bulgariei moderne. Sfântul Clement este, de asemenea, patronul Macedoniei de Nord, al orașului Ohrida și al Bisericii Ortodoxe Macedonene.

## Viață

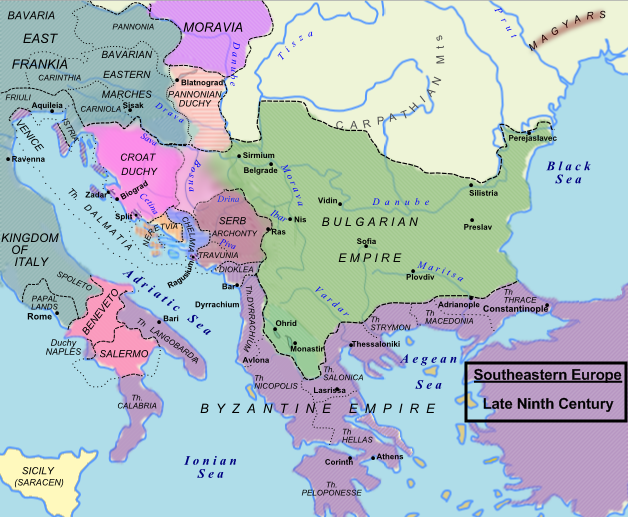
Europa de sud-est la sfârșitul secolului al IX-lea.

Nu se cunoaște data exactă a nașterii sale. Cel mai probabil, s-a alăturat lui Metodiu când era tânăr, urmându-l mai târziu la mănăstirea de pe muntele Olimp din Misia (în prezent Uludağ în Turcia). Conform hagiografiei sale scrisă de Teofilact al Ohridei, Clement cunoștea mai bine ca oricine viața lui Metodiu. De aceea, majoritatea savanților cred că s-a născut în Imperiul Bizantin pe teritoriul unde Metodiu a slujit în timpul carierei sale politice, adică a fost un slav din Macedonia de Sud. Astfel unii cercetători  indică zona Salonicului ca posibil loc de naștere al lui Clement. Potrivit altora, s-a născut în zona Macedoniei de Sud sau în zona nordică Salonicului, care făcea parte din Primul Țarat Bulgar. Cea mai mare parte a Macedoniei a devenit parte a Bulgariei în anii 830 și în 840, adică la nașterea lui Clement. Scurta viață a Sfântului Clement de Teofilact al Ohridei mărturisește originea sa slavă, numindu-l „primul episcop în limba bulgară” în timp ce Legenda Ohridei scrisă de Demetrios Chomatenos îl numește un bulgar care s-a născut undeva în Macedonia. Din această cauză, unii savanți îl etichetează ca un slav bulgar,  în timp ce Dimitri Obolensky îl numește pe Clement un locuitor slav al Regatului Bulgariei. O viziune fringe care postulează asupra originii sale, consideră că Sf. Clement s-a născut în Moravia Mare. Această viziune se bazează pe analiza lexicografică a lucrărilor lui Clement.

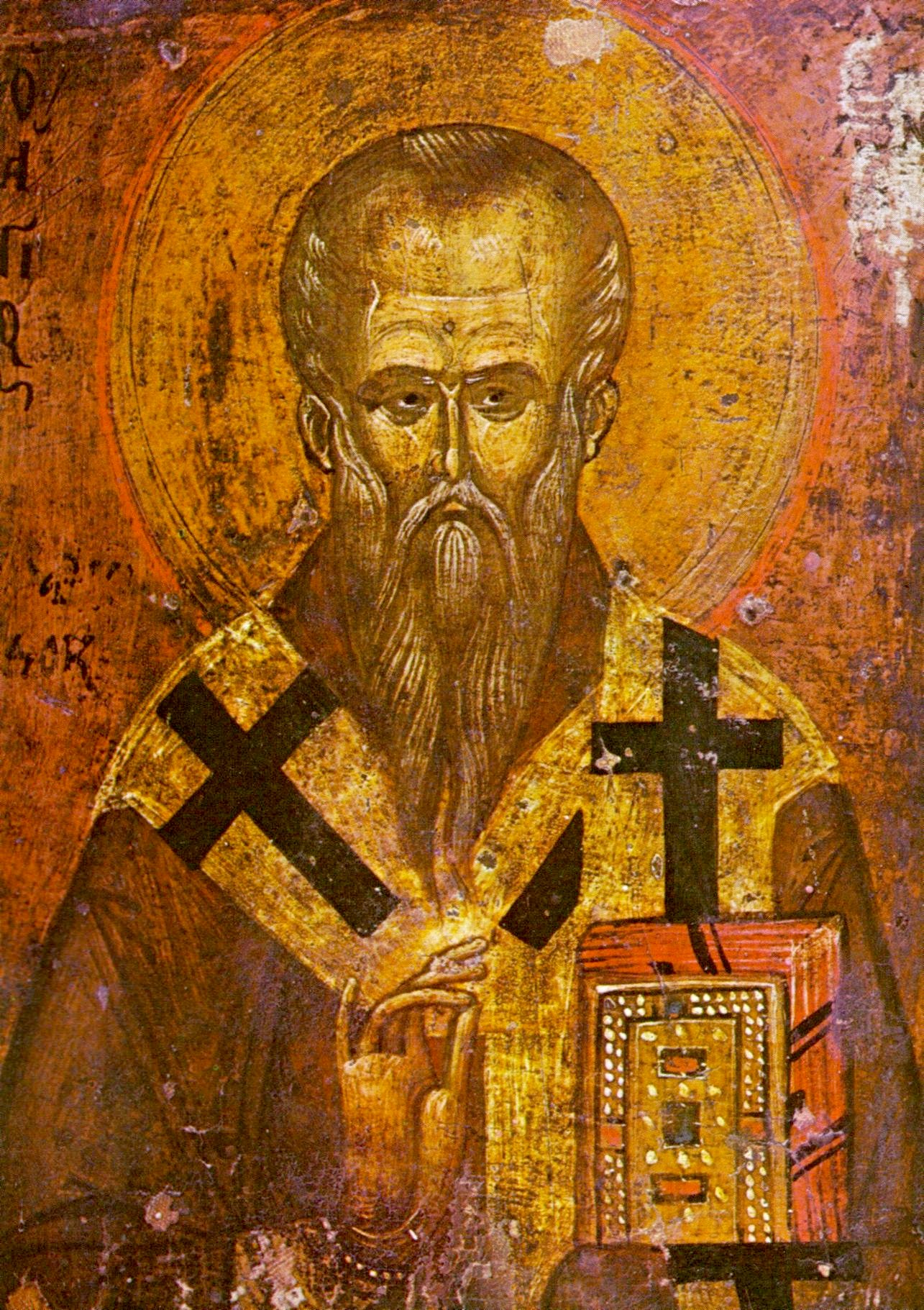
Icoana Sfântului Clement

Clement a participat la misiunea Sfinților Chiril (Constantin) și Metodiu în Moravia Mare. În 867 sau 868 a devenit preot la Roma, fiind hirotonit împreună cu alți doi discipoli ai lui Chiril și Metodiu, Sfântul Gorazd și Sfântul Naum, de către episcopii Formosus (ulterior papă) și Gauderic. După moartea lui Chiril, Clement l-a însoțit pe Metodiu în călătoria sa de la Roma în Panonia și Moravia Mare. După moartea lui Metodiu în 885, Clement a condus lupta împotriva clerului german în Moravia Mare împreună cu Gorazd. După ce a petrecut ceva timp în închisoare, a fost expulzat din Moravia Mare și, în 885 sau 886, a ajuns la Belgrad, apoi în Bulgaria împreună cu Naum, Angelarius și, eventual, Gorazd (conform altor surse, Gorazd era deja mort până atunci). După aceea, cei patru au fost trimiși în capitala bulgară Pliska, unde au fost însărcinați de cneazul Boris I al Bulgariei să instruiască viitorul cler al statului bulgar în limba slavă veche. 
După adoptarea creștinismului în 865, ceremoniile religioase din Bulgaria au fost desfășurate în limba greacă de către clerici trimiși din Imperiul Bizantin. Temându-se de creșterea influenței bizantine și slăbirea statului, Boris a considerat adoptarea limbii slavone vechi ca o modalitate de a păstra independența politică și stabilitatea Bulgariei. În acest scop, Boris a poruncit înființarea a două academii literare unde teologia trebuia predată în limba slavonă. Prima dintre școli urma să fie fondată în capitală, Pliska, iar a doua în regiunea Kutmichevitsa . 
Conform hagiografiei sale scrisă de Teofilact al Ohridei, în timp ce Naum a rămas în Pliska pentru a lucra la fundația Școlii de litere din Pliska, Clement a fost însărcinat de Boris I să organizeze predarea teologiei viitorilor clerici din Biserica Slavonă Veche din partea de sud-vest a Bulgariei, în regiunea de atunci cunoscută sub numele de Kutmichevitsa. Pentru o perioadă de șapte ani (între 886 și 893) Clement a învățat aproximativ 3.500 de discipoli în limba slavonă și alfabetul glagolitic. În acea perioadă, Clement a tradus literatura creștină în slavona veche și, în acest fel, el și colegii săi au pus bazele Bisericii Ortodoxe Bulgare. În 893 a fost hirotonit arhiepiscop de Drembica, Velika (episcopie). La moartea sa, în 916, a fost înmormântat în mănăstirea sa, Sfântul Panteleimon, în Ohrida. Curând după moartea sa, a fost canonizat ca sfânt de către Biserica Ortodoxă Bulgară.
Dezvoltarea alfabetizării slavone bisericești vechi a avut ca efect împiedicarea asimilării slavilor de sud în cultura bizantină vecină, ceea ce a promovat formarea unei identități bulgare distincte în Imperiu. În primul sfert al secolului al X-lea, etnonimul „bulgari” a fost adoptat de triburile slave din majoritatea Macedoniei, în timp ce numele lor au fost abandonate. Opera lui Clement a jucat un rol semnificativ în această transformare.

## Moștenire

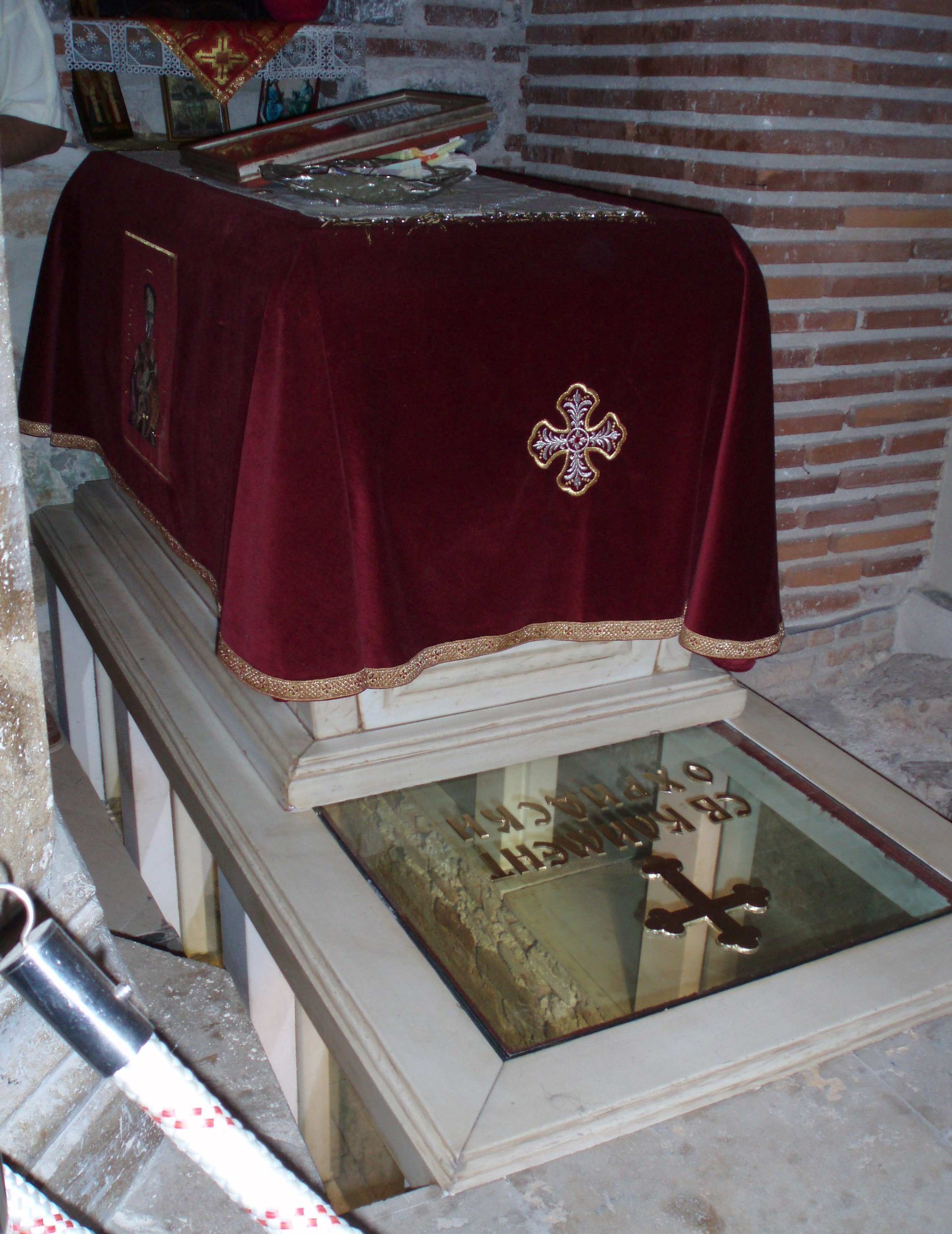
Mormântul Sfântului Clement în Biserica Sfinților Clement și Panteleimon, Ohrida, Macedonia de Nord.

Sfântul Clement al Ohridei a fost unul dintre cei mai prolifici și importanți scriitori din limba slavă veche bisericească. Este creditat cu Hagiografia Panonică a Sfântului Chiril și Sfântul Metodiu. Clement a tradus, de asemenea, Triodul cu flori care conține cântece bisericești cântate de la Paști la Rusalii și se crede că a scris și Sfânta Slujbă și Viața Sfântului Clement al Romei, precum și cea mai veche slujbă dedicată Sf. Chiril și Sf. Metodiu. Invenția alfabetului chirilic i se atribuie de obicei, deși alfabetul este cel mai probabil să fi fost dezvoltat la Școala Literară Preslavă la începutul secolului al X-lea (a se vedea alfabetul chirilic). 
Fresce medievale ale Sfântului Clement se găsesc pe teritoriile moderne din Macedonia de Nord, Serbia și nordul Greciei, marea majoritate a lor fiind situată în Macedonia de Nord.
Prima universitate bulgară modernă, Universitatea din Sofia, a fost numită după Clement la înființarea sa în 1888. Biblioteca Națională și Universitatea din Macedonia, fondată la 23 noiembrie 1944, îi poartă de asemenea numele. Universitatea din Bitola, înființată în 1979, este numită după Clement, precum și baza științifică a Bulgariei, Sf. Kliment Ohridski de pe Insula Livingston din Insulele Shetland de Sud din Antarctida. 
În noiembrie 2008, Biserica Ortodoxă a Macedoniei a donat o parte din moaștele lui Clement al Ohridei Bisericii Ortodoxe Bulgare, în semn de bună voință.
În mai 2018 a fost anunțat că în ruinele mănăstirii Ravna, în apropierea satului Ravna din comuna Provadia, Varna, a fost identificată semnătura Sfântului Clement pe o placă din piatră cu o cantitate mare de graffiti pe ea. Semnătura este datată din 24 aprilie 889. Descoperirea a dus la presupunerea că discipolii Sfinților Chiril și Metodiu s-au stabilit acolo la un moment dat, după ce au fost expulzați din Moravia Mare și înainte de primirea lor în Bulgaria.